# Defence Research and Development Canada
Defence Research and Development Canada, także jako Defence R&D Canada (DRDC), fr. Recherche & développement pour la défense Canada, R & D pour la défense Canada (RDDC) – kanadyjska instytucja rządowa zajmująca się badaniem i wdrażaniem nowych broni oraz metod pola walki, w pierwszej kolejności na użytek Kanadyjskich Sił Zbrojnych.
Agencja od 1974 wciągnięta jest w struktury ministerstwa obrony, dysponuje własnym funduszem (z rocznym budżetem ok. 300 mln dol. kan.) i laboratoriami, w których ok. 1500 zatrudnionych stara się zaspokajać naukowo-technologiczne potrzeby armii. Oprócz siedziby głównej w Ottawie, w kilku regionach Kanady mieści się 5 wyspecjalizowanych ośrodków naukowych DRDC.
Wśród rozmaitych osiągnięć technologicznych na koncie DRDC znajdują się m.in. nowoczesne systemy radarowe, trały min morskich, rakiety Black Brant i CRV7, pierwszy laser molekularny na dwutlenku węgla, rozmaite symulatory lotu. Do wynalazków z przeszłości, które znalazły zastosowanie cywilne, należą m.in. wózek inwalidzki z własnym napędem, kombinezon "G" redukujący u pilotów skutki przeciążeń, lotnicza “czarna skrzynka” czy membrana do ogniwa paliwowego Ballarda.
W związku ze zmianami klimatycznymi w Archipelagu Arktycznym i spodziewanym tam zwiększeniem ruchu turystycznego i handlowego, DRDC opracowuje kompleksowy program “Northern Watch”, mający na celu wyposażenie armii w środki umożliwiające skuteczne kontrolowanie północnych granic i szlaków komunikacyjnych na przestrzeni tysięcy kilometrów.